# 가와사키 아야
가와사키 아야(일본어: 川崎 あや, 1991년 1월 3일~)는 일본의 여성 모델이다.